# Белобокая кваква
Белобокая кваква (лат. Calherodius leuconotus) — вид птиц из семейства цаплевых. Распространены в Африке южнее Сахары.

## Описание
Птица средних размеров. Длина 50—55 см. Голова чёрная.

## Поведение
Живут поодиночке или парами в глухих лесах, где есть водоёмы. Ведут ночной образ жизни. Гнёзда часто строят высоко на деревьях. Питаются рыбой, земноводными, моллюсками и насекомыми.
В Нигерии на этих птиц охотятся, чтобы использовать их в традиционной медицине.